# Escala Hamilton-Norwood

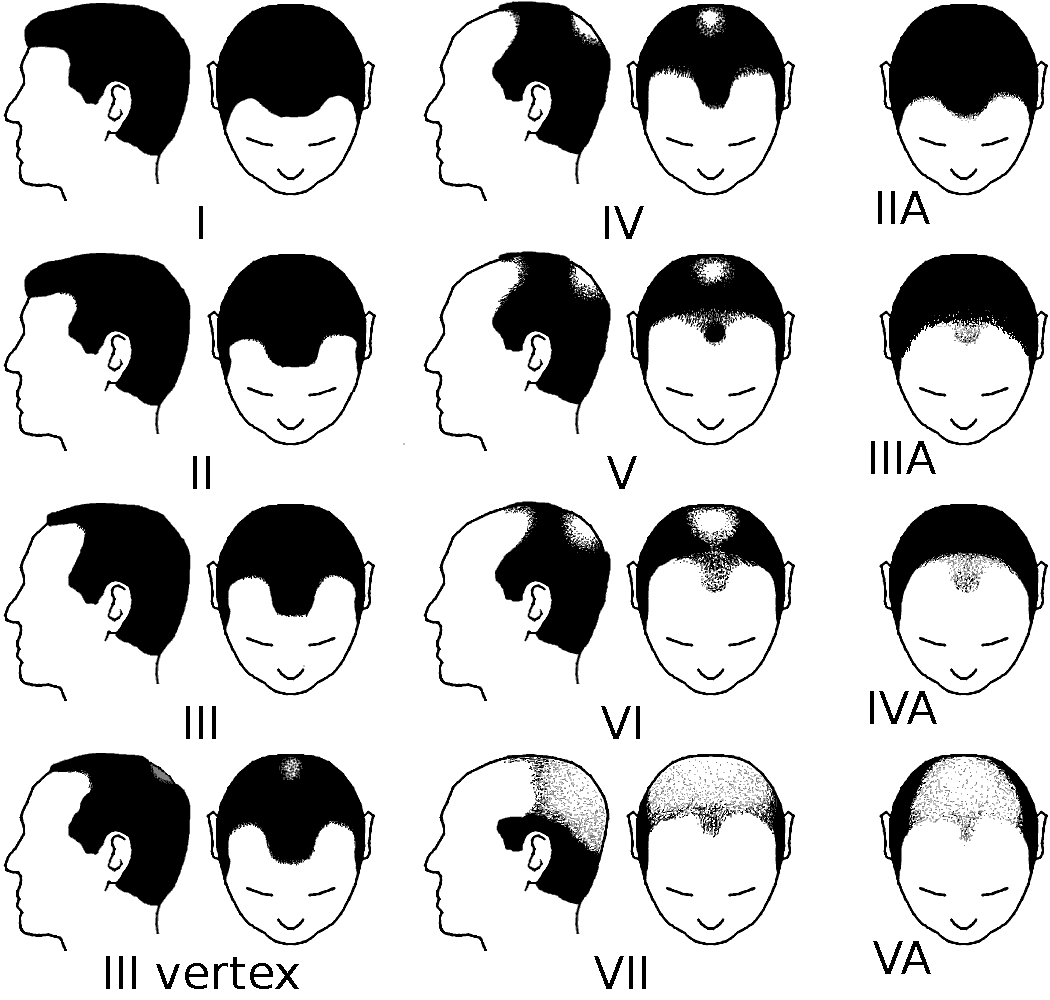
Escala Hamilton-Norwood.

La escala Hamilton-Norwood (a menudo abreviado NW) clasifica los estados de la alopecia androgénica masculina en siete niveles (del I al VII). Esta clasificación fue desarrollada en 1951 por el doctor James Hamilton. En 1975, el doctor O'Tar Norwood modificó y amplió la escala. En el 80% de los hombres afectados el desarrollo de la calvicie pasa por las siete etapas propuestas. La escala Hamilton-Norwood posibilita una documentación científica y estandarizada de la pérdida de pelo. Es útil para el desarrollo de terapias preventivas y para los trasplantes capilares.
En 1977 Ludwig publicó una escala en tres etapas derivada de la NW. Describe un tipo de caída del cabello por la zona superior de la cabeza característica de la alopecia femenina, pero que solo está presente en una quinta parte de los hombres afectados.

## Estados
El desarrollo típico de la alopecia androgénica comienza en las zonas temporal (las llamadas entradas) y frontal. Más adelante empieza a clarear el pelo por la coronilla, hasta que la calva se extiende por toda la parte superior del cráneo. En la mayor parte de los casos se mantiene una franja de pelo con forma de corona por la nuca y encima de las orejas. La escala clasifica la calvicie en los siguientes tipos:
| Tipo     | Características |
| -------- | --- |
| Tipo I   | Retroceso del pelo inapreciable o escaso por la parte frontal. |
| Tipo II  | Caída del cabello por la zona temporal. Se dibujan las entradas. |
| Tipo III | Pérdida de cabello especialmente por la zona de la coronilla. El estado III no añade a los I y II más pérdida en la zona frontal. Es el nivel mínimo a partir del cual se considera que hay calvicie.           |
| Tipo IV  | Se amplía la zona sin pelo en la coronilla. La pérdida de pelo en la zona frontal es superior a la del estado III. Una banda de pelo separa nítidamente las dos zonas calvas.                                   |
| Tipo V   | Las zonas de la coronilla y de la frente están separadas solamente por una región estrecha. Vista desde arriba, la zona que aún conserva pelo dibuja la forma de una herradura (también en los tipos VI y VII). |
| Tipo VI  | Las zonas sin pelo anterior y posterior se juntan, y se produce un ensanchamiento de la zona afectada. |
| Tipo VII | En este estado solamente queda una porción estrecha del pelo original, que se extiende sobre las orejas y se junta en la nuca.                                                                                  |

Para los tipos III a V existe una subdivisión, las conocidas como variantes A y V. En la variante A la caída se concentra solo en la parte de la frente, mientras que en la V va acompañada de pérdida en la coronilla.